# Aghlabidzi

Najdalszy zasięg terytorium państwa Aghlabidów

Aghlabidzi – dynastia emirów, członkowie arabskiego plemienia Bani Tamim, rządzili Ifrikijją (północna Afryka), nominalnie w imieniu abbasydzkiego kalifa, przez około stulecie zanim zostali obaleni przez nową potęgę Fatymidów.

## Historia
W 800 abbasydzki kalif Harun ar-Raszid wyznaczył Ibrahima I ibn al-Aghlaba na dziedzicznego emira Ifrikijji w reakcji na anarchię, która zapanowała w tej prowincji po upadku Muhallabidów. Panował nad obszarem obejmującym wschodnią Algierię, Tunezję i Trypolitanię. Chociaż był niezależny we wszystkim, jego dynastia nigdy nie odrzuciła zwierzchniej władzy Abbasydów.
Nowa stolica al-Abbasijja została założona poza Kairuanem, częściowo by uciec od opozycji malikickich prawników i teologów, którzy potępiali wszystko co uznawali za bezbożne w stylu życia Aghlabidów i z niechętnie odnosili się do nierównego traktowania muzułmańskich Berberów. Dodatkowe linie obrony (ribat) zostały utworzone w Susie i Monastyrze.
Rządy Zijadata Allaha I doprowadziły do kryzysu i buntu arabskich oddziałów w 824, który bez pomocy Berberów nie został stłumiony aż do 836. Podbój bizantyjskiej Sycylii od 827 pod wodzą Asada ibn al-Furata był próbą utrzymania niezdyscyplinowanego wojska pod kontrolą. Przebiegał powoli i dopiero w 902 został wzięty ostatni bizantyjski bastion, gdy Arabowie zdobyli 1 sierpnia Taorminę. Łupieskie wyprawy do lądowej części Włoch miały miejsce w X wieku. Stopniowo Aghlabidzi tracili kontrolę nad arabskimi oddziałami na Sycylii gdzie wyłoniła się nowa dynastia Kalbidów.
Królestwo Aghlabidów osiągnęło swój szczytowy poziom pod rządami Abu Ibrahima Ahmada (856–863). Ifrikijja była znaczącą siłą ekonomiczną dzięki jej żyznemu rolnictwu, które wsparto przez rozwinięcie rzymskiego systemu nawadniającego. Stała się punktem centralnym handlu między światem islamskim a Bizancjum i Włochami, szczególnie w lukratywnym handlu niewolnikami. Kairuan stał się najważniejszym centrum nauczania w Maghrebie, w szczególności w dziedzinie teologii i prawa oraz miejscem spotkań poetów.

### Upadek Aghlabidów
Upadek dynastii rozpoczął się pod rządami Ibrahima II ibn Ahmada (875–902). Kontrola nad Kalabrią została utracona na rzecz Bizancjum, musiano odpierać atak Tulunidów z Egiptu i stłumić z dużymi stratami bunt Berberów. Dodatkowo 893 rok rozpoczął się, misją Abu Abd Allaha asz-Szi'iego pośród berberskich Kutamów, ruch szyickich Fatymidów, dążący do obalenia Aghlabidów. Ubajd Allah al-Mahdi zdobył Kairuan i Ar-Rakkadę oraz odebrał przysięgę wierności od ludu. W 909 dynastia Aghlabidów została obalona i zastąpiona przez Fatymidów.

## Władcy Aghlabidzcy
- Ibrahim I ibn al-Aghlab ibn Salim (800–812)
- Abdallah I ibn Ibrahim (812–817)
- Zijadat Allah I ibn Ibrahim (817–838)
- al-Aghlab ibn Ibrahim ibn al-Aghlab (838–841)
- Muhammad I Abu al-Abbas ibn al-Aghlab (841–856)
- Abu Ibrahim Ahmad ibn Muhammad (856–863)
- Zijadat Allah II ibn Abu al-Abbas (863–864)
- Muhammad II ibn Ahmad (864–875)
- Ibrahim II ibn Ahmad (875–902)
- Abdallah II ibn Ibrahim (902–903)
- Zijadat Allah III ibn Abdallah (903–909)